# Szatymaz
Szatymaz község Csongrád-Csanád vármegye Szegedi járásában.

## Fekvése
Szegedtől 12 kilométerre északnyugatra, a Szegedi Fehér-tó szomszédságában helyezkedik el. További szomszédai: észak felől Balástya, kelet felől Sándorfalva, nyugat felől Zsombó, északnyugat felől pedig Forráskút.

### Megközelítése

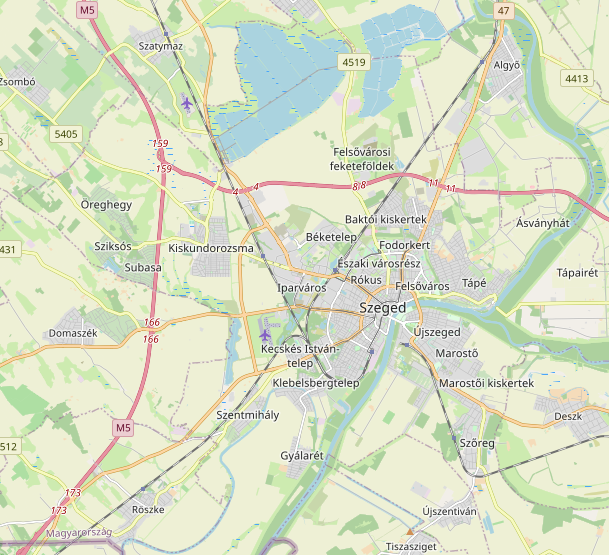
Szatymaz Szeged környéke térképén

Területén keresztülhalad, a központját keletről elkerülve az 5-ös főút, valamint nyugat felől az M5-ös autópálya is, utóbbinak azonban a szatymazi határban nincs csomópontja, csak egy le- és felhajtók nélküli pihenőhelye; a sztrádáról ezért az ide igyekvőknek a balástyai csomópontban kell letérniük. Az 5-ös főúttól a 4525-ös vagy az 5424-es úton érhető el a település; az előbbi köti össze Sándorfalvával és Zsombóval is, míg utóbbi a szegedi határszélen válik el a főúttól és Jánosszállás településrész érintésével érkezik meg a községbe. Érinti még a község területét az 5423-as, az 5425-ös és az utóbbit Jánosszállással összekapcsoló 54 323-as út, déli határszélét pedig az 5428-as út is.
Vasúton a Cegléd–Szeged-vasútvonalon érhető el, melynek három megállási pontja van itt: Budapest felől nézve előbb Vilmaszállás megállóhely, majd a központban Szatymaz vasútállomás, végül a belterülettől délre Jánosszállás megállóhely; állomásán megállnak a gyorsvonatok és a gyors-Intercity vonatok is. A vasútállomás az 5423-as úton érhető el, Vilmaszállás megállóhely az északi határban, az azonos nevű külterületi településrész mellett helyezkedik el – közúti elérését az 5-ös főútból kiágazó 54 322-es számú mellékút teszi lehetővé –, Jánosszállás megállóhely pedig az 5424-es út és az 54 323-as számú mellékút kereszteződésénél található.

## Története
Szatymaz és környéke a kora bronzkortól (Kr. e. 2500–1700) kezdve lakott vidék volt, amiről a bronzkori, az avar kori, a honfoglalás idejéből származó, az Árpád-kori és újkori települések nyomairól árulkodó régészeti leletek tanúskodnak.
A falu Szeged több tanyai kapitányságából, a várostól 16 km-re északnyugatra 1950-ben létesített tanyaközség. Neve török, más vélemény szerint kun családnévből származik. 1676-ban említik először írásos emlékekben: egy II. József korabeli térképen a Szeged-Kistelek közti postaállomás (lóváltó hely, ma a Postakocsi csárda működik benne) neveként szerepel.
A 18. század első felében szegedi lakosok foglaltak itt állattenyésztés céljából földeket és építettek szállásokat, amelyek később állandóan lakott tanyákká fejlődtek. Később a homokon szőlőt telepítettek. Elsőként az Ádokhegy, Neszűrjhegy és a Szűcsök hegye nevű szőlőhegyek jöttek létre.
A Budapest–Szeged vasútvonal kiépítése után az 1880-as évektől a szatymazi szőlők a szegedi középosztálybeli családok kedvelt nyaralóhelyeivé váltak, néhányan azóta már nem álló villát is építtettek ide. A mai település magja is ezt követően alakult ki, és épült meg a templom 1902-ben, helyi és Szeged városi közadakozásból.
A Magyarországi Tanácsköztársaság 131 napos rémuralmát, az országosan több mint félezer áldozatot követelő vörösterrort követő fehérterror idején, 1919 augusztusában Prónay Pál és különítménye, 10, nagyrészt zsidó származású kommünárt akasztatott fel a községben, egyiküket pedig Bibó Dénes főhadnagy lőtte agyon.
A tornyos Gál-villa dr. Preszly Loránd csendőrezredes az Ereklyés Országzászló Nagybizottság, bizottsági tagja tulajdona lett. Európa-hírű őszibarack-kultúráját néhány oltványokat honosító, nemesítő kisparaszt és tanyai tanító tevékenysége alapozta meg a 20. század elején. A Fehér-tó környéki szikes legelőkön kiterjedt juhtenyésztés folyt. Ma a mezőgazdaságban dolgozók megélhetését elsősorban a szőlő- és gyümölcstermesztés, őszibarack-, továbbá a fóliás zöldség- és virágtermelés biztosítja. A mintegy 4700 lelkes lakosság fele külterületen él. Ma már jelentős részük Szegeden dolgozik.
A belterület fejlődése főleg az őszibarack- és egyéb gyümölcstermesztésből származó jövedelmeknek köszönhetően az 1960-as évek elején vett nagy lendületet, amikor egész utcasorok alakultak ki, majd az 1980-as évektől Szeged városából történő kiköltözéssel folytatódott, és a rendszerváltást követő megtorpanás után napjainkban is folytatódik. Mára jellemző, hogy a külterület infrastruktúrával ellátott területein nagyobb telkeken is épülnek új családi házak. A település széles utcarendszerű, előkertes, családiházas beépítésű, sok zöld területtel, jól kiépített közműhálózattal.

### Nevének eredete és jelentése
Szatymaz község nevére a 18. század második feléből találhatunk megbízható feljegyzéseket. A szó eredetének magyarázatát legrészletesebben Inczefi Géza foglalta össze, a következőképpen: 1670, Szatymaz; 1754, Szattymaz; 1808, Szatymácz, török eredetű. Ezt a levezetést igazolja a Váradi Regestrom adata, mely szerint „nomine Zotmoz [...] Zotmaz. [...] et omnes alii [...]” település régi kun területen található, ezért kun eredetére gondolhatunk. Az írás szerint 1950-ben Szatymaz néven önálló község alakult Fehértó és Őszeszék helyőrségekkel. A 20. század elején kezdtek a terület homokjára szőlőt és gyümölcsöst telepíteni. Egy másik feljegyzés a következőképpen magyarázza a Szatymaz szó eredetét: „Puszta szn.-ből keletkezett magyar névadással; vö. 1220/1550: Zotmaz szn. ( Vár Reg. 159.). Az alapjául szolgáló szn. forrása egy török nyelvi Satmaz szn. ( tkp.’nem adják el’). Etimológiailag összetartozik a m. szatócs eredetijével.”
Bálint Sándor nagymonográfiája nagy vonalakban tartalmazza az ehhez kapcsolódó legfontosabb tudnivalókat, ilyen formában: „Szatymaz török, esetleg kun eredetű családnév, amely föltétlenül pásztorkodásra, középkori szálláshelyre utal. Első előfordulása eléggé kései: Baka Albert szegedi polgár és az alsóvárosi ferencrendi gárgyán a Szatymaz és Vargatelek szomszédságában levő rétséget csak akkor vehették birtokukba, amikor a töröknek az előírt illetéket lefizették. Erről a tezkere nevezetű nyugtát is kaptak (1676). [...] Szatymaz község egyébként 1950-ben a Város fehértói és őszeszéki kapitányságainak összevonásából keletkezett. Határa 1960-ban 12 069 hold, lélekszáma 4007. Szegedhez közelebb eső, déli részének BKilsőszatymaz a megkülönböztető népi neve. A Vilmaszállás és Jánosszállás elnevezés nem népi eredetű. A határában levő Szatymazhalom ősidőktől fogva, manapság is temető.”

## Közélete

### Polgármesterei
- 1990–1994: Szűcs László (MSZDP)[8]
- 1994–1998: Lengyel Istvánné dr. (független)[9]
- 1998–2002: Lengyel Istvánné dr. (független)[10]
- 2002–2006: Gyömbér László (független)[11]
- 2006–2010: Dr. Kormányos László Péter (független)[12]
- 2010–2014: Dr. Kormányos László Péter (független)[13]
- 2014–2014: Dr. Kormányos László Péter (független)[14]
- 2015–2019: Barna Károly (Fidesz-KDNP)[15]
- 2019–2024: Barna Károly (Fidesz-KDNP)[16]
- 2024– : Barna Károly (Fidesz-KDNP)[1]

A településen 2015. február 22-én időközi polgármester-választást kellett tartani, mert az előző év őszén immár harmadik ciklusára újraválasztott településvezető nem sokkal később le is mondott posztjáról.

## Népesség
A település népességének változása:
| Lakosok száma | 4628 | 4626 | 4675 | 4916 | 4944 | 4937 | 4979 |
|               | 2013 | 2014 | 2015 | 2021 | 2022 | 2023 | 2024 |

2001-ben a település lakosságának közel 100%-a magyar nemzetiségűnek vallotta magát.
A 2011-es népszámlálás során a lakosok 89,5%-a magyarnak, 0,2% cigánynak, 0,5% németnek, 0,2% románnak, 0,5% szerbnek mondta magát (10,5% nem nyilatkozott; a kettős identitások miatt a végösszeg nagyobb lehet 100%-nál). A vallási megoszlás a következő volt: római katolikus 48,4%, református 2,5%, evangélikus 0,5%, görögkatolikus 0,2%, felekezeten kívüli 20,7% (25,8% nem nyilatkozott).
2022-ben a lakosság 89,5%-a vallotta magát magyarnak, 0,7% cigánynak, 0,4% románnak, 0,4% németnek, 0,4% szerbnek, 0,1% szlováknak, 0,1% görögnek, 2,7% egyéb, nem hazai nemzetiségűnek (10,3% nem nyilatkozott; a kettős identitások miatt a végösszeg nagyobb lehet 100%-nál). Vallásuk szerint 31,5% volt római katolikus, 2,5% református, 0,7% görög katolikus, 0,6% evangélikus, 0,1% ortodox, 1,2% egyéb keresztény, 1,2% egyéb katolikus, 17,4% felekezeten kívüli (44,7% nem válaszolt).

## Nevezetességei
Szatymaz a Pusztaszeri Tájvédelmi Körzethez tartozik, az Országos Kéktúra alföldi szakasza halad át rajta. Az 5-ös főút mentén haladva láthatjuk a Szatymazi temetődombot, amely több ezer éves magaslata a tájnak, a mellette elhaladó úton közelíthető meg a Fehér-tó melletti nagy kilátó, ahol tavasztól július közepéig figyelhető meg a közeli „Korom-szigeten” élő dankasirály költése. Közép-Európa egyik legnépesebb madárszigete ez. E szigeten megtalálhatók a szerecsensirály, a csérfélék, tavi cankók, sárszalonkák, bíbicek, vadkacsák, kárókatonák, rétihéják és rétisasok, gémfélék és szárcsák.
A falu középpontjától északnyugatra, a Balástya, illetve Forráskút felé vezető úton mintegy másfél kilométerre található a szinte eredeti állapotban megőrződött Enyingi szélmalom Tovább haladva a nyárfás akácos porták közötti mélyfekvésű réteken a Dél-Alföld egyik legsűrűbb szalakóta népességét és a fokozottan védett kuvikot, kis őrgébicset találhatjuk.
Az 1902-ben épült római katolikus templom Szatymaz keleti részén öreg fákkal keretezett ligetben áll. Itt láthatók az első és második világháborús emlékművek és a Fájdalmas Anya, M. Gémes Katalin szobrászművész, a község szülöttének alkotása.